# ディスカバリー杯
ディスカバリー杯（ディスカバリーはい）は、日本の囲碁の棋戦。2020年創設。18歳以下かつ二段以下の棋士及び院生が出場する若手棋戦である。非公式戦。

## 概要
荻野正次の協賛を得て、2020年に創立。荻野は洪清泉が主宰する洪道場の道場生で、子供たちと共に囲碁を学び、若手棋士や院生のための大会を作りたいと考えて本棋戦を創立した。ただ、荻野は第1回開幕前の2020年2月29日に死去し、本棋戦に立ち会うことは叶わなかった。生前の病床では、道場で過ごした日々や一緒に学んだ子どもたちに感謝の言葉を語っていたという。荻野の遺志を引き継ぎ、本棋戦は第5回まで開催される。
- 主催：日本棋院
- 協賛：荻野正次
- 賞金：20万円

### 出場棋士
日本棋院または関西棋院に所属する18歳以下かつ二段以下の棋士、ならびに若干名の日本棋院院生が出場する。

### 方式
予選では32名の出場者を8名ずつの4つのグループに分け、全3回戦のスイス式トーナメントを行う。各グループの1位（全勝者）及び2位（1,2回戦で勝利、3回戦で敗戦）が本戦に進出する。
本戦は8名による全3回戦のスイス式トーナメント。全勝者が優勝、1,2回戦で勝利し3回戦で敗れた出場者が準優勝となる。
持ち時間は無く、1手30秒の秒読みと1分の考慮時間が10回（いわゆるNHK杯方式）。予選は全3局を1日で消化し、本戦も日を改めて全3局を1日で消化する。コミ6目半。

## 歴代優勝者及び準優勝者
（左が優勝者）
1. 2020年 武井太心 - 福岡航太朗
2. 2021年 三浦太郎 - 酒井佑規
3. 2022年 仲邑菫 - 三浦太郎
4. 2023年 表悠斗 - 河原裕
5. 2024年 蕭鈺洋 - 上野梨紗